# Obleganje Kazana
Obleganje Kazana je bila odločilna bitka v Rusko-Kazanskih vojnah. Kljub padcu Kazana se je upor še vedno nadaljeval. Gverilska vojna se je dokončno končala leta 1566.

## Ozadje
Proti koncu 15. stoletja je kazanska vojska je večkrat napadla Moskvo in njene vazale. Leta 1489 je moskovski veliki vojvoda Ivan III. Vasiljevič okupiral Kazan in na položaj kana postavil svojo marioneto. Kazan je tako postal podpornik Moskve, nezadovoljni prebivalci so se do začetka novega stoletja večkrat uprli, a brez vidnih uspehov. Leta 1521 se je Kazanski kanat zopet uprl in napadel Moskvo. 
Okrepitev Krima je povzročila nezadovoljstvo med podporniki Moskve, ki so sami postavili Šaghalija za vodjo. Kljub navodilom Moskve, naj Šanghali prevzame oblast, mu to ni uspelo. Car Ivan Grozni je leta 1552 začel napad na Kazan.

## Obleganje

### Napad
Ruska carska vojska je bila sestavljena iz strelcev, inženircev, lokostrelcev in konjenice,ki so jo sestavljali Moskovski vazali. Odločilno vlogo so odigrali strelci.
Na začetku so se spopadli z 10.000 nogajskimi konjeniki, ki jih je vodil kazanski kan Jadegar Moxammat. Mariške enote in Kazanska konjenica so imele oporišča v gozdovih severno in vzhodno od Kazana. Kot glavno oporišče jim je služilo mesto Arsk. Moskovska vojska je kot glavno oporišče uporabljala leseno trdnjavo na reki Volgi, ki jo je leta 1551 postavil Ruski vojaški inženir Ivan Virodkov. Trdnjava je imela zelo dobro strateško lego za nadaljnjo osvojitev Kazana.

### Obleganje
Vojska pod poveljstvom Ivana Groznega je do Kazana prispela 22. avgusta, obleganje pa so začeli 2. septembra. Za obleganje so uporabili topove, ki so kmalu uničili Kazanske topove velikega kalibra. Med 30. avgustom in 6. septembra je Gorbatij-Šujski uničil kazansko konjenico, ki se je nahajala zunaj obzidja, in razdejal Arsk. Ruskim vojakom je uspelo razstreliti Kazanski podzemni vir pitne vode.
Ivan Virodkov je zgradil 12 metrov visok oblegovalni stolp, ki bi bil lahko opremljen z desetimi topovi velikega in skoraj petdesetimi topovi majhnega kalibra. To bi omogočilo več topniškega ognja na majhno območje in s tem povečalo možnost uspeha in prodora v mesto. Težavo so predstavljali le preostali Kazanski topovi, saj je bil stolp zanje lahka tarča zaradi svoje velikosti in opaznosti.
2. oktobra so Moskovski bojni inženirci razstrelili mestna vrata in vstopili v mesto. Vnel se je spopad med Moskovsko ter Kazansko vojsko. Na strani oblegancev so se borili tudi civilisti. Prišlo je do pokola, delu vojske in civilistov pa se je uspelo zateči v citadelo. Moxammat, ki je bil vodja Kazanske vojske in Morza, ki je bil vodja Nogajske vojske sta bila ujeta. Preživeli, ki so se skrivali v citadeli, so poskusili pobegniti v gozdove severno od Kazana, vendar so jih Moskovske enote ujele in pobile.
Po zmagi je prišlo do pokola, saj so carski vojaki pobili ujete vojake in civiliste ter uničili vse tatarske stavbe vključno z mošejo.

### Upor
Po zmagi se je Ivan vrnil v Moskvo, v Kazanu pa je ostala garnizija, ki je štela 18.000 mož. Kljub padcu Kazana se je upor na podeželju nadaljeval v obliki gverilske vojne. Plemena so se upirala plačevanju davkov, poleg tega pa so tudi napadla in ubila nekaj Ruskih trgovcev. Novi središči moči upornikov sta bili v Čalmu in Mišatamahu. Soltikov je zbral 500 mož, da bi uničil gradova, vendar so bili napadeni in ubiti v snegu. To je povzročilo novi val nasilja, saj je Ivan Grozni na območje poslal še več vojakov. Vsakodnevno je po zasneženih gozdovih prihajalo do spopadov. Upor je bil krvavo zatrt. Ubitih naj bi bilo 10.000 moških, še 6.000 jih je bilo zajetih, k temu pa lahko prištejemo še skoraj 15 000 ujetih žensk in otrok.
1600 vodilnih Tatarov so Rusi usmrtili, prav tako sta bila ubita voditelja Japanča in Aleka. Tatari so izbrali novega kana, vendar se je izkazal za nesposobnega. Novi vodja je postal Mamešbirde, ki je bil nato izdan in ujet s strani carjeve vojske.

## Posledice
Tatarom so še naprej dovolili živeti na tem območju, prav tako so ohranili svojo vero in kulturo, vendar so bili izpostavljeni nasilnemu pokristjanjevanju, bili so preseljeni stran od mest in rek, niso se več smeli ukvarjati z nekaterimi dejavnostmi kot sta kovaštvo in zlatarstvo. 
Po osvojitvi Kazana je Ivan Grozni naročil, naj se na krščanske cerkve postavi polmesec pod križ v znak njegove zmage nad Tatari in posredno nad Islamom.